# Philippe de Courcillon
Philippe de Courcillon, Marquis de Dangeau (Dangeau, 21 settembre 1638 – Parigi, 9 settembre 1720), è stato un ufficiale e scrittore francese.
Nacque a Dangeau, egli è più ricordato per aver tenuto un diario dal 1684 fino all'anno della sua morte. Questi Memoirs, che, come Saint-Simon disse "di un'insipidezza da farti star male", contengono molti fatti riguardanti il regno di Luigi XIV.

## Biografia
Nacque in una famiglia calvinista, ma molto presto nella sua vita si convertì al cattolicesimo. Guadagnò fama a corte in primo luogo per la sua abilità nel gioco delle carte, al punto che "jouer à la Dangeau" divenne un'espressione nella lingua francese comune del tempo per indicare appunto una notevole capacità nel gioco; questo fatto ovviamente attirò su di lui l'attenzione di Luigi XIV. Nel 1665, fu nominato colonnello del reggimento del re, e con tale carica Courcillon accompagnò il sovrano come suo personale aiutante di campo in tutte le sue campagne militari. Diventò, nel 1667, governatore della Turenna e gli vennero affidate numerose missioni diplomatiche d'alto livello tra cui quelle a Treviri, a Magonza ed a Modena.
Mecenate di letterati del suo tempo, strinse amicizia con Boileau, che gli dedicò la sua "Satira sulla Nobilità" (Satire sur la noblesse). La Bruyère lo raffigurava nei suoi Caractères attraverso i tratti del “Pamphile”.
Fu eletto membro dell'Académie française nel 1668, pur non avendo pubblicato nulla, e nel 1704 divenne membro onorario della Académie des sciences, di cui diventò presidente nel 1706, pur non avendo particolari competenze in materia.
Dal 1684 al 1720, egli tenne un diario sulla vita quotidiana alla corte di Versailles. Alcuni estratti di questo diario furono pubblicati da Voltaire nel 1770, da Madame de Genlis nel 1817 e da Pierre-Édouard Lémontey nel 1818. Fu durante la scrittura di un gruppo di note a queste memorie che Saint-Simon prese l'idea di scrivere i suoi propri Mémoires. I 19 volumi dell'edizione completa del Journal de la cour de Louis XIV apparvero per la prima volta tra il 1854 e il 1860. 
Dal 1691 al 1720, fu il 40° Gran Maestro dell'Ordine di San Lazzaro e di Nostra Signora del Monte Carmelo, succedendo in tale carica a Michel le Tellier, marchese di Louvois (1673-1691).
Il fratello di Philippe, Louis de Courcillon di Dangeau, fu uno storico e grammatico autore di varie opere letterarie.

## Famiglia e figli
Philippe de Courcillon sposò la sua prima moglie Anne Françoise Morin l'11 maggio 1670 da cui ebbe una figlia femmina
- Marie Anne Jeanne de Courcillon che sposò Honoré Charles d'Albert de Luynes e furono i genitori di Charles Louis d'Albert de Luynes; gli attuali Duca di Luynes sono discendenti di Philippe;

dopo la morte della sua prima moglie nel 1682 Philippe sposò a Versailles la Principessa Sophia Maria Wilhelmine zu Löwenstein-Wertheim-Rochefort, figlia del Conte Ferdinando Carlo di Löwenstein-Wertheim-Rochefort (1616-1672) e di sua moglie Anna Maria von Furstenberg (1634-1705), il 26 marzo 1686 da cui ebbe un figlio maschio
- Philippe Egon de Courcillon che combatté nella Battaglia di Malplaquet (durante) on 11 September 1709 e che sposò Françoise de Pompadour, Duchesse de La Valette ed ebbe una figlia femmina
  - Marie Sophie de Courcillon[2]; Marie Sophie fu la moglie di Charles François d'Albert d'Ailly e poi di Hercule Mériadec de Rohan; senza figli da entrambi i matrimoni.

## Eredità
- Una via di Paris porta il suo nome.

## Araldica
| Stemma | Descrizione                                | Blasonatura |
|        | Philippe de Courcillon Marchese di Dangeau | D'argento alla banda di fusi di rosso; in cantone destro un leone d'azzurro linguato e rostrato di rosso. Ornamenti esteriori da marchese. Cavaliere dell'Ordine dello Spirito Santo. |